# Dissen am Teutoburger Wald
Dissen am Teutoburger Wald er en by og kommune med godt 9.300 indbyggere (2013), beliggende i densydlige del af Landkreis Osnabrück, i den tyske delstat Niedersachsen.

## Geografi
Dissen ligger på sydskråningerne af Teutoburger Waldesved overgangen til Ostwestfalen. Højeste punkt er Hankenüll (307 moh.) i den nordøstlige ende af kommunen. Kommunen er omkring 8 km fra øst til vest, og omkring 10 kilometer fra nord til syd. Arealet fordeler sig med: 43,8 % landbrugsområder, 41,7 % skov, 9,8 % bygninger og gårde og 4,7 trafikanlæg og andet.

## Nabokommuner
Dissen grænser mod nord til Hilter og Melle, mod vest til Bad Rothenfelde og mod syd og øst til byerne Versmold og Borgholzhausen i Kreis Gütersloh i delstaten Nordrhein-Westfalen.

### Inddeling
Kommunen består af byen Dissen, og landsbyerne Aschen, Erpen og Nolle.